# Parasialidae
Parasialidae (лат.) — семейство вымерших насекомых из отряда Верблюдки (или Panmegaloptera в отряде большекрылых). Пермский период. Монголия и Россия. Одна из древнейших групп отряда, систематическое положение которой дискуссионно.

## Описание
Мелкие насекомые, длина переднего крыла от 6,5 до 17 мм. Жилка Sc находится у основания птеростигмы; жилка RP отходит дистальнее. Короткотелые, несколько дорзовентрально сдавленные. Голова крупная, поперечная. Пронотум мелкий, очень короткий; птероторакс гомономный; ноги короткие. Брюшко короткое с хорошо склеротизированными короткими сегментами. Структура тела описана только по отпечаткам тела и структуре передних и задних крыльев.

## Систематика
Семейство было впервые выделено в 1977 году советским палеоэнтомологом А. Г. Пономаренко (Палеонтологический институт РАН, Москва) при описании нескольких новых ископаемых родов и видов из пермских отложений (отпечатки крыльев).
Парасиалиды по-разному рассматривались в своём статусе: 1) как мегалоптеры стволовой группы (например, Engel 2004, [который поместил их в новый подотряд большекрылых, †Archimegaloptera  
Engel, 2004], Grimaldi & Engel 2005); 2) как стволовая группа Raphidioptera + Megaloptera (например, Engel & Grimaldi 2008; Shcherbakov 2013); 3) или как стволовая группа Raphidioptera (например, Engel et al. 2018).
В 2013 году российским энтомологом Дмитрием Щербаковым (Палеонтологический институт РАН, Москва) при описании нескольких новых ископаемых родов и видов из пермских отложений (отпечатки крыльев и тела Nanosialis и других) семейство Parasialidae было выделено в отдельный новый таксон Panmegaloptera. Автор предложил (Щербаков, 2013) образовать новый отряд насекомых Panmegaloptera (=Megaloptera s.l., i.e. sensu Latreille, 1802), включающий 4 подотряда: Archimegaloptera (Parasialidae), Megaloptera s.str. (Большекрылые), Siarapha (Nanosialidae) и Raphidioptera (современные и многие ископаемые представители верблюдок). В 2022 году авторы придерживаются последней 3-й интерпретации, рассматривая семейство †Parasialidae в составе верблюдок (Raphidioptera), хотя истинное родство †Parasialidae остается неясным.
В семейство включают следующие вымершие таксоны:
- Род †Parasialis Ponomarenko, 1977 (пермский период, Евразия; 4 вида)
  - †Parasialis dissedens Ponomarenko, 1977
  - †Parasialis latipennis Ponomarenko, 1977
  - †Parasialis ovata Ponomarenko, 2000
  - †Parasialis rozhkovi Novokshonov, 1993
- Род †Sojanasialis Ponomarenko, 1977 (средний пермский период, Россия, Soyana; монотипический род).
  - †Sojanasialis longipennis Ponomarenko, 1977